# 윤영글
윤영글(尹영글, 1987년 10월 28일~)은 대한민국의 전직 축구 선수로 현역 시절 포지션은 골키퍼이다. 최근까지 스웨덴 다말스벤스칸의 BK 헤켄 소속으로 뛰었으며 2018년 아시안 게임에서 동메달을 획득했다.

## 어린 시절
중학교 1학년 때 축구를 시작했으며 당시에는 필드플레이어로 활동했다.

## 구단 경력
2007년 11월 28일 여자 실업 축구 신인 선수 선발 드래프트에서 서울시청에 1순위로 지명되면서 입단했고 데뷔 시즌 역시 중앙 수비수 겸 미드필더로 활약했다.
그러나 2009 시즌에 갑작스런 무릎 부상으로 인해 수비수로 뛸 수 없게 된 상황에 처해 있던 그 때 당시 서울시청의 사령탑인 서정호 감독의 권유로 포지션을 골키퍼로 변경했다가 1년만인 2010년 다시 필드 플레이어로 전향했다.
2012년 수원 FC 위민으로 이적한 뒤에도 필드 플레이어로 활약하고 있다가 당시 소속팀 골키퍼들이 부상으로 전력에서 이탈하는 상황이 되자 다시 골키퍼 장갑을 꼈고 이후 2016년까지 팀의 주전 골키퍼로 맹활약하며 2014년 전국여자축구선수권대회 준우승, 2015년 WK리그 3위, 경기도체육대회 4회 우승 등의 중추적인 역할을 수행했다.
그 뒤 2017년 WK리그 신생팀 경주 한국수력원자력으로 이적하여 2021년까지 팀의 주전 골키퍼로 2018년 WK리그 준우승, 2019년 WK리그 3위, 2017년 전국체육대회 준우승, 2018년 전국체육대회 3위 등의 성적을 이끌어내며 맹활약했다.
그리고 2022년 3월 덴마크 엘리테디비시오넨의 오르후스 GF 위민으로의 이적을 확정지으며 대한민국 여자 축구 역사상 최초로 유럽 리그에 진출한 골키퍼가 되었지만 1경기 교체 출전에 그쳤고 오히려 주전 경쟁에서 밀려났고 결국 시즌 후 방출되었다.

## 국가대표팀 경력
대한민국 U-20 여자 대표팀 시절 2004년 FIFA U-19 세계 여자 축구 선수권 대회에서 수비수로 활동했고 그 후 대한민국 여자 A대표팀 소속으로 스코틀랜드와의 2015년 키프로스컵 A조 최종전에서 국제 A매치 데뷔전을 치렀다.
그리고 2015년 FIFA 여자 월드컵 본선 엔트리에 이름을 올리며 대한민국 여자 축구 역사상 첫 여자 월드컵 16강 진출의 새 역사를 함께 했지만 같은 포지션인 김정미, 전민경 등에 밀려 단 1경기도 출전하지 못했다.
이후 2018년 알가르브컵 조별리그 3경기에 모두 선발하며 팀의 공동 7위의 성적에 일조했고 같은 해에 열린 2018년 AFC 여자 아시안컵에서도 전 경기 무실점의 맹활약을 펼치면서 팀의 2회 연속 여자 월드컵 본선 진출에 공헌했으며 또 같은 해에 열린 2018년 아시안 게임에서도 맹활약하며 3회 연속 아시안 게임 동메달 획득에 기여했지만 2019년 여자 월드컵 본선을 5개월 앞두고 열린 중국 4개국 친선 대회 이후 무릎 수술을 받았고 결국 그 후유증으로 인해 2019년 여자 월드컵 본선에는 출전하지 못했다.
그 뒤 홈에서 열린 2019년 EAFF E-1 풋볼 챔피언십을 통해 1년 4개월만이자 콜린 벨 감독 부임 이후 처음으로 대표팀에 전격 합류하여 일본과의 대회 최종전에서 PK로 내준 1실점을 제외하곤 3경기에서 모두 단 하나의 필드골도 내주지 않는 완벽에 가까운 경기력으로 팀의 준우승을 이끌어내며 건재함을 과시했다.
이후로도 꾸준히 대표팀에 발탁되었으나 김정미의 복귀로 대표팀 경기에 거의 나서지 못하다가 우즈베키스탄과의 2022년 AFC 여자 아시안컵 예선 E조 2차전에 선발로 출전하여 팀의 무실점 및 13회 연속 여자 아시안컵 본선행을 이끌었지만 본선 직전 코로나19 양성 판정을 받으면서 대회 출전이 아쉽게도 좌절되고 말았다.
그 후 2023년 FIFA 여자 월드컵 본선에 출전했음에도 불구하고 팀은 콜롬비아, 모로코에 연달아 패하며 8년만의 16강 진출이 좌절되었지만 여자 축구 세계 최강인 독일과의 조별리그 최종전에서 1-1 무승부의 쾌거를 이뤄냈으며 2023년 FIFA 여자 월드컵 이후 국가대표팀 은퇴를 선언했다.

## 수상

### 클럽
수원 FC 위민
- WK리그 : 3위 (2015)
- 전국여자축구선수권대회 : 준우승 (2014)
- 경기도체육대회 : 우승 (2012, 2013, 2015, 2016)

경주 한국수력원자력 (여자)
- WK리그 : 준우승 (2018), 3위 (2019)
- 전국체육대회 : 준우승 (2017), 3위 (2018)

### 국가대표팀
대한민국 (여자)
- 아시안 게임 : 동메달 (2018)
- EAFF E-1 풋볼 챔피언십 : 준우승 (2019)